# Popstars (France)
 (mars 2024).
La mise en forme du texte ne suit pas les recommandations de Wikipédia : il faut le « wikifier ».
Les points d'amélioration suivants sont les cas les plus fréquents. Le détail des points à revoir est peut-être précisé sur la page de discussion.
- Les titres sont pré-formatés par le logiciel. Ils ne sont ni en capitales, ni en gras.
- Le texte ne doit pas être écrit en capitales (les noms de famille non plus), ni en gras, ni en italique, ni en « petit »…
- Le gras n'est utilisé que pour surligner le titre de l'article dans l'introduction, une seule fois.
- L'italique est rarement utilisé : mots en langue étrangère, titres d'œuvres, noms de bateaux, etc.
- Les citations ne sont pas en italique mais en corps de texte normal. Elles sont entourées par des guillemets français : « et ».
- Les listes à puces sont à éviter, des paragraphes rédigés étant largement préférés. Les tableaux sont à réserver à la présentation de données structurées (résultats, etc.).
- Les appels de note de bas de page (petits chiffres en exposant, introduits par l'outil «  Source ») sont à placer entre la fin de phrase et le point final[comme ça].
- Les liens internes (vers d'autres articles de Wikipédia) sont à choisir avec parcimonie. Créez des liens vers des articles approfondissant le sujet. Les termes génériques sans rapport avec le sujet sont à éviter, ainsi que les répétitions de liens vers un même terme.
- Les liens externes sont à placer uniquement dans une section « Liens externes », à la fin de l'article. Ces liens sont à choisir avec parcimonie suivant les règles définies. Si un lien sert de source à l'article, son insertion dans le texte est à faire par les notes de bas de page.
- La présentation des références doit suivre les conventions bibliographiques. Il est recommandé d'utiliser les modèles {{Ouvrage}}, {{Chapitre}}, {{Article}}, {{Lien web}} et/ou {{Bibliographie}}. Le mode d'édition visuel peut mettre en forme automatiquement les références.
- Insérer une infobox (cadre d'informations à droite) n'est pas obligatoire pour parachever la mise en page.

Pour une aide détaillée, merci de consulter Aide:Wikification.
Si vous pensez que ces points ont été résolus, vous pouvez retirer ce bandeau et améliorer la mise en forme d'un autre article.
Pour les articles homonymes, voir Popstar.
Popstars est une émission de télévision française musicale diffusée sur M6 du 20 septembre 2001 au 20 novembre 2003, du 3 septembre 2007 au 26 octobre 2007 après 4 ans d'absence sur M6, puis sur D8 du 28 mai 2013 au 2 juillet 2013, et sur Prime Video à compter du 12 septembre 2024.
Le 29 janvier 2013, le retour de l'émission est annoncé courant 2013 sur la chaîne D8, qui rachète les droits du format à M6, et à W9 comme elle l'a déjà fait pour Nouvelle Star. 
Il s'agit de la première émission de télé-crochet à avoir été diffusée en France.
Une sixième saison est annoncée le 19 juin 2023 pour une diffusion sur la plateforme Amazon Prime Video en septembre 2024.

## Principe
Popstars montre la création d'un groupe de musique (saisons 1, 2, 3, 5, 6) ou le lancement d'une chanteuse en solo (saison 4) du casting dans toute la France jusqu'à l'enregistrement du premier album.
Les domaines musicaux dans lesquels baignent l'émission sont la pop, le rap, le R'n'B et le hip-hop ou encore le pop rock.
Contrairement à d'autres émissions de télé-crochet musicales, le public est ici uniquement spectateur de la création du groupe. Il n'y a aucune intervention de sa part, via un vote ou une sélection.

## Identité visuelle

Logo des saisons 1 à 4 (2001-2007)
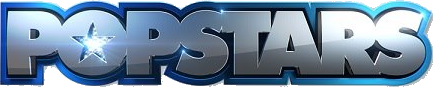
Logo de la saison 5 (2013)
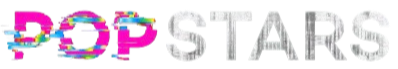
Logo de la saison 6 (2024)

## Déroulement des saisons
| Saison   | Saison 1 (2001)    | Saison 2 (2002) | Saison 3 (2003)       | Saison 4 (2007)    | Saison 5 (2013)        | Saison 6 (2024) |
| -------- | ------------------ | --------------- | --------------------- | ------------------ | ---------------------- | --------------- |
| Chaîne   | M6                 | M6              | M6                    | M6                 | D8                     | Prime Video     |
| Jury     | Santiago Casariego | Valéry Zeitoun  | Olivier Nusse         | Benjamin Chulvanij | La Fouine              | Alonzo          |
| Jury     | Mia Frye           | Bruno Vandelli  | Angie Cazaux-Berthias | Mia Frye           | Alexia Laroche-Joubert | Louane          |
| Jury     | Pascal Broussot    | Élisabeth Anaïs | Roberto Ciurleo       | Sébastien Farran   | Philippe Gandilhon     | Eddy de Pretto  |
| Jury     | Richard Cross      | Richard Cross   |                       | Ophélie Winter     |                        |                 |
| Gagnants | L5                 | Whatfor         | Linkup                | Sheryfa Luna       | The Mess               | SOR4            |

### Saison 1 (2001)
Le jury est composé de : 
- Santi, Santiago Casariego, ancien membre du groupe de rock Mano Negra, ex-directeur général de Mercury France
- Mia Frye, chorégraphe
- Pascal Broussot, directeur artistique de M6 évènements
- Richard Cross, coach vocal

Plusieurs visages apparaissent dans les épisodes de la première saison de Popstars : on peut citer Carine Haddadou et Jessica Marquez qui participent ensuite à la première saison de Star Academy sur TF1 ou encore Myriam Abel, gagnante de la troisième saison de la Nouvelle Star.
Les L5 gagnent la saison, et sont composées de Lydy, Marjorie, Coralie, Alexandra et Claire.

### Saison 2 (2002)
Le jury est composé de : 

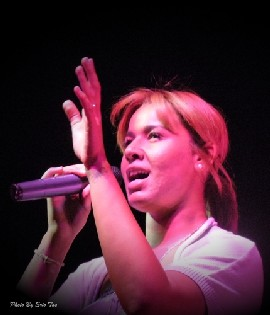
Chimène Badi - ici en 2011 - révélée par la saison 2.

- Valéry Zeitoun, directeur de AZ, filiale de Universal Music
- Bruno Vandelli, chorégraphe
- Élisabeth Anaïs, auteur-compositeur
- Richard Cross, coach vocal

Le groupe gagnant de cette saison est la formation Whatfor composée de Cyril, Nicolas, Érika et Monia.
L'un des moments les plus marquants de la saison 2, fut la réflexion de Bruno Vandelli à propos d'un possible nom pour le groupe en train de se former : « Quadricolor, parce qu'il y a 4 couleurs primaires. »

### Saison 3 (2003)
Le jury est composé de : 

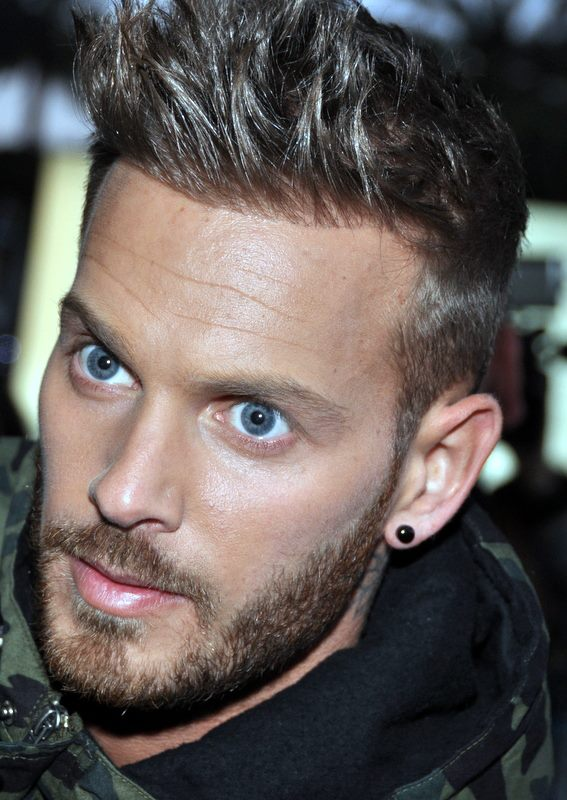
M. Pokora - ici en 2013 - révélé par la saison 3.

- Olivier Nusse, directeur général du label ULM
- Angie Cazaux-Berthias, coach vocal, chanteuse
- Roberto Ciurleo, directeur de l'antenne de la radio NRJ

Odile Bastien est la chorégraphe des filles et Miroslava Brimont la coach vocal de l'équipe des filles.
Cette saison, l'émission est renommée Popstars : le duel et propose un affrontement en vue de la formation d'un groupe de garçons ou bien d'un groupe de filles. Mais elle verra finalement la création de deux groupes.
Celui des gagnants[Quoi ?], les Linkup (les membres du groupe : Matthieu, Lionel et Otis) et celui des perdantes, les Diadems, au succès plus limité que les premiers[réf. nécessaire].

### Saison 4 (2007)
Le jury est composé de : 
- Mia Frye, chorégraphe (2e année dans le jury)
- Benjamin Chulvanij, producteur et directeur de maison de disques
- Sébastien Farran, manager de Joey Starr, NTM et de Tété
- Ophélie Winter, chanteuse

Cette saison revient après 4 ans d'absence. Seul le lancement est diffusé en prime-time, le reste des épisodes est diffusé en access prime-time quotidien et le samedi en deuxième partie de soirée. Les audiences ont été relativement décevantes pour la chaine (moins de 10 % de part d'audience), contrastant avec le succès de Sheryfa Luna, gagnante de la saison 2007.
Dans cette saison, le rappeur Youssoupha est chargé de l'atelier d'écriture et accompagne les candidats. 

### Saison 5 (2013)
En janvier 2013, le site médias Puremédias annonce le retour du télé-crochet courant 2013 sur W9, faisant suite au succès des nouvelles saisons de Star Academy et Nouvelle Star. Finalement, l'émission est acquise par la chaine du groupe Canal+, D8 et sera produite par Alexia Laroche-Joubert.
Cette saison a été diffusée sur D8 du 28 mai 2013 au 5 juillet 2013.
Les castings ont eu lieu en province et à Paris du 4 au 11 avril 2013.
Le nouveau jury a été dévoilé le jeudi 28 mars 2013 :
- La Fouine[9] : rappeur
- Alexia Laroche-Joubert : productrice de l'émission et personnalité de la télévision
- Philippe Gandilhon : directeur de la création artistique chez Columbia Sony

Mareva Galanter, animatrice télévisée, accompagne les candidats.
Les gagnantes sont finalement un groupe exclusivement féminin : The Mess, groupe composé de Cheraze, Megan, Léa (Ehla Luciani) et Kendy.
La saison a accueilli des guests : Alizée et Maître Gims présents à l'Atelier pour coacher les candidats aux côtés de Zack Reece et Pierre-Yves Duchesne.
Le 29 août 2013 lors de la conférence de rentrée de D8, le directeur des programmes de la chaîne annonce que l’émission ne sera pas reconduite sur D8.

### Saison 6 (2024)
Une nouvelle saison est prévue sur la plateforme Amazon Prime Video sous un format de 8 épisodes de 40 minutes, reprenant certaines étapes des saisons précédentes, et en supprimant les castings en région qui étaient visibles lors des premières saisons.
Les pré-castings non diffusés sur Prime Video ont lieu à Lille le 26 juillet 2023 et à Marseille le 7 août 2023.
Le tournage de l'émission démarre en région parisienne le 12 novembre 2023 avec les 100 candidats retenus et l'émission est diffusée à partir du 12 septembre 2024 sur Amazon Prime Video.
Les quatre premiers épisodes sont mis en ligne le 12 septembre 2024 et les quatre derniers le 19 septembre 2024.
Le jury se compose de :
- Eddy de Pretto : artiste-interprète
- Louane : artiste-interprète
- Alonzo : rappeur, artiste-interprète

Les gagnantes sont un groupe féminin : SOR4, groupe composé de Regina, Jasmeen, Orisha et Mia.

## Carrières après l'émission
- Chimène Badi, Perle Lama[18], Louisy Joseph, Sheryfa Luna, M. Pokora et Léa Castel font partie des candidats issus de Popstars à avoir réussi à percer dans la chanson en solo.
- Slimane a d'abord participé à la saison 4 de Popstars en 2007 [19] avant de remporter la cinquième saison de The Voice en 2016[19].
- Plusieurs anciens candidats ont sorti des titres à succès :
  - Donia de la première saison avec À quoi tu joues? classé 29 au Top 50[20] en 2002
  - Karol de la saison 1 avec les reprises des titres Le bateau blanc classé 12 au Top 50 en 2005 et L'oiseau et l'enfant classé 23 en 2006[21],[22].
  - Sarah Théry de la saison 3 avec Je laisse faire classé 29 au Top 50 en 2004[23].
  - Sindy de la saison 5 a classé quatre titres dans le top 50 (Team BS n°21, Case départ n°30, 1,2,3 n°41 et Fierté n°44) avec le groupe Team BS en 2013 et 2014[24].
- D'autres candidats ont sorti des titres avec des succès plus mitigés :
  - Sabrina de la saison 2 avec Stop classé 77 en 2003[25].
  - Ken J.Small de la saison 3 avec son titre J'me prends pas la tête classé 68 en 2004[26].
  - Cheraze et Megan de la saison 5 avec leur titre Promets pas la lune et Sous ma peau classés hors du top 100 en 2015[27],[28].
- Megan de la saison 5 a ensuite fait partie de la comédie musicale Les Trois Mousquetaires en 2016 et 2017. L'album a rencontré le succès et s'est classé 6ème au Top 50 en 2016[29].

## Participants au Concours Eurovision de la chanson
Des participants du télé-crochet ont été également candidats pour représenter la France au Concours Eurovision de la chanson:
- En 2005, Lionel Tim (du groupe de la saison 3 Linkup) fait partie des cinq candidats de l'émission de la sélection française intitulée Un candidat pour l'Eurovision 2005 sur France 3. Il y interprète la chanson Je m'envole mais perd en étant classé 3e après Ortal qui est choisie avec le titre Chacun pense à soi.
- En 2018, Ehla Luciani (Léa du groupe gagnant de la saison 5 The Mess) est demi-finaliste de Destination Eurovision en 2018 avec le titre J'ai cru composé par Grand Corps Malade[30].
- En 2019, Chimène Badi est finaliste de Destination Eurovision sur France 2 avec le titre Là-haut mais elle échoue face à Bilal Hassani et sa chanson Roi.
- En 2024, Slimane de la saison 4, devenu artiste-interprète à succès, a représenté la France au Concours Eurovision de la chanson en 2024 et s'est classé 4e.

## Versions déclinées dePopstars
- Une nouvelle version du format Popstars intitulée Attention mesdames et messieurs! a été diffusée en octobre 2005 sur M6. Le but de cette émission était de former une troupe en vue de la création du nouveau spectacle musical supervisé par Michel Fugain.

Tout comme Popstars, l'émission est produite par ALP et a été diffusée dans la case historique dédiée à Popstars : le jeudi soir.
Si le premier numéro a attiré 3,1 millions de téléspectateurs et 15,1% de part de marché, les autres numéros sont passés sous la barre de 10% de part de marché, et l'émission a été déprogrammée en décembre 2005.
Le jury était composé de Michel Fugain, Jean-Claude Camus et Roger Louret[réf. nécessaire].
- En janvier 2012, d'anciens candidats de Popstars ont participé au télé-crochet Encore une chance sur NRJ 12 : Vanessa de la saison 1, Léandro, Elodie, Lily et Rida de la saison 2, ainsi que Slimane, Ibtissem et Jessie de la saison 4[32].

Ce programme avait plusieurs points communs avec Popstars : Mia Frye et Richard Cross faisaient partie du jury de cette émission, et cette émission était un documentaire musical sans intervention du public, incluant une partie atelier avec coaching[réf. nécessaire].
Lucie et Larry ont remporté le programme avec à la clé un single produit par K-Maro et Corneille. Néanmoins, seul Larry a sorti son single produit par Corneille. Lucie n'a sorti aucun titre produit par K-Maro.

## Juridique
En 2001, le CNC classe Popstars comme « documentaire de création », lui permettant d'être considéré comme une œuvre et de percevoir un soutien financier de l'Etat. Néanmoins, le tribunal administratif de Paris retire cette qualification en 2003,.

## Audience
Popstars, diffusée sur M6 à partir du 20 septembre 2001, fut la première émission de télé réalité de type télé-crochet à être diffusée en France, un mois jour pour jour avant Star Academy qui vit le jour sur TF1 le 20 octobre 2001.
La première saison diffusée en septembre 2001 sur M6 chaque jeudi soir en primetime a réuni en moyenne 4,7 millions de téléspectateurs (19,1 % de part d'audience).
Cette saison a réuni jusqu'à 6 millions de téléspectateurs. Elle a notamment superformé auprès des cibles commerciales : 36,1 % de part de marché auprès des ménagères de moins de cinquante ans et jusqu'à 55,4 % de part de marché sur le segment des 15/24 ans.
La deuxième saison diffusée en 2002 sur M6 chaque jeudi soir en primetime a réuni en moyenne 4,5 millions de téléspectateurs (18,6 % de part d'audience). Le record de cette saison s'élève à 5,2 millions de téléspectateurs, soit 22,2 % de part de marché.
La troisième saison diffusée en 2003 sur M6 chaque jeudi soir en primetime a réuni jusqu'à 3,9 millions de téléspectateurs.
La quatrième saison a été diffusée en 2007 sur M6. Seul le premier épisode de lancement fut diffusé en primetime, réunissant 2,6 millions de téléspectateurs (11,6 % de part d'audience).
Les épisodes suivants furent diffusés en access prime time (19:00-20:00) et réunirent en moyenne 1,29 million de téléspectateurs (7,5 % de part d'audience).
La cinquième saison a été diffusée en 2013 sur D8. Diffusé en primetime, le lancement a attiré 1 001 000 téléspectateurs (soit 4% de part de marché), mais l'émission n'a cessé de perdre de téléspectateurs, pour atteindre lors de la finale moins de 269 000 téléspectateurs.
La sixième saison diffusée en 2024 sur la plateforme Prime Video ne communique pas sur ses résultats d'audience. Néanmoins, plusieurs vidéos de l'émission sont mises en ligne sur Youtube et réalisent les scores suivants à J+30[source secondaire souhaitée] : la bande-annonce de l'émission atteint 40 000 visionnages, La première ligne des auditions atteint 7 900 visionnages,Orisha a une deuxième chance ! atteint 3 900 visionnages et Sor4 : le groupe gagnant de Popstars en showcase atteint 29 000 visionnages
| Saison | Saison | Lancement         | Lancement             | Lancement                             | Finale            | Finale                | Finale                                | Moyenne          | Moyenne                               |
| Saison | Saison | Date              | Audience du lancement | Parts de marché sur les 4 ans et plus | Date              | Audience de la finale | Parts de marché sur les 4 ans et plus | Audience moyenne | Parts de marché sur les 4 ans et plus |
| ------ | ------ | ----------------- | --------------------- | ------------------------------------- | ----------------- | --------------------- | ------------------------------------- | ---------------- | ------------------------------------- |
|        | 1      | 20 septembre 2001 | 3 013 020             | 12,9 %                                | 20 décembre 2001  | 5 338 860             | 21,3 %                                | 4 685 668        | 19,1 %                                |
|        | 2      | 29 août 2002      | 4 293 000             | 20 %                                  | 19 décembre 2002  | 2 915 000             | 11,8 %                                | 4 255 588        | 18 %                                  |
|        | 3      | 28 août 2003      | 2 985 920             | 13,9 %                                | 27 novembre 2003  | 3 145 880             | 12,7 %                                | 3 225 860        | 13,6 %                                |
|        | 4      | 14 septembre 2007 | 2 600 000             | 11,6 %                                | 26 octobre 2007   | 1 500 000             | 8 %                                   | 1 290 000        | 7,5 %                                 |
|        | 5      | 28 mai 2013       | 1 001 000             | 4 %                                   | 2 juillet 2013    | 269 000               | 1,1 %                                 | 465 625          | 3,06 %                                |
|        | 6      | 12 septembre 2024 |                       |                                       | 19 septembre 2024 |                       |                                       |                  |                                       |